# Крістіна Шваніц
Крістіна Шваніц (нім. Christina Schwanitz, нар. 24 грудня 1985, Дрезден, НДР) — німецька легкоатлетка, яка спеціалізується в штовханні ядра, багаторазова переможниця та призерка світових та континентальних першостей.

## Спортивна кар'єра
На світовій першості-2019 поповнила свій медальний здобуток «бронзовою» нагородою.
На чемпіонаті Європи в приміщенні-2021 у Торуні здобула «бронзу».
У лютому 2022 оголосила про завершення змагальної кар'єри.

## Виступи на Олімпіадах
| Олімпіада   | Дисципліна     | Місце |
| ----------- | -------------- | ----- |
| 2008 Пекін  | штовхання ядра | 9     |
| 2012 Лондон | штовхання ядра | 9     |
| 2016 Ріо    | штовхання ядра | 6     |